# نورمان إس. فليتشير
نورمان إس. فليتشير (بالإنجليزية: Norman S. Fletcher)‏ هو محامي وقاضي أمريكي، ولد في 10 يوليو 1934.